# Studiemiljø
Studiemiljø er det miljø og de sociale netværk de studerende befinder sig i, både i og omkring deres studier. Det er med Lov om undervisningsmiljø (Undervisningsministeriet, 2001 og 2017)  pålagt alle danske uddannelsesinstitutioner at undersøge de studerendes psykiske, fysiske
og æstetiske studiemiljø. Flere og flere danske universiteter bevæger sig imod amerikanske modeller med ét campus og et samlet miljø, men mange danske universiteter er dog stadig spredt rundt i de byer, de ligger i.